# Metropolia lipiecka
Metropolia lipiecka – jedna z metropolii Rosyjskiego Kościoła Prawosławnego. W jej skład wchodzą dwie eparchie: eparchia lipiecka oraz eparchia jelecka.
Erygowana przez Święty Synod Rosyjskiego Kościoła Prawosławnego w maju 2013.

## Metropolici lipieccy i zadońscy
- Nikon (Wasin), 2013–2019[1][2]
- Arseniusz (Jepifanow), od 2019